# Посаньо
Поса̀ньо (на италиански: Possagno) е село и община в Северна Италия, провинция Тревизо, регион Венето. Разположено е на 276 m надморска височина. Населението на общината е 2234 души (към 2014 г.).

## Личности
В Посаньо е роден скулпторът Антонио Канова (1757 – 1822).